# Unificación de Moldavia y Rumania

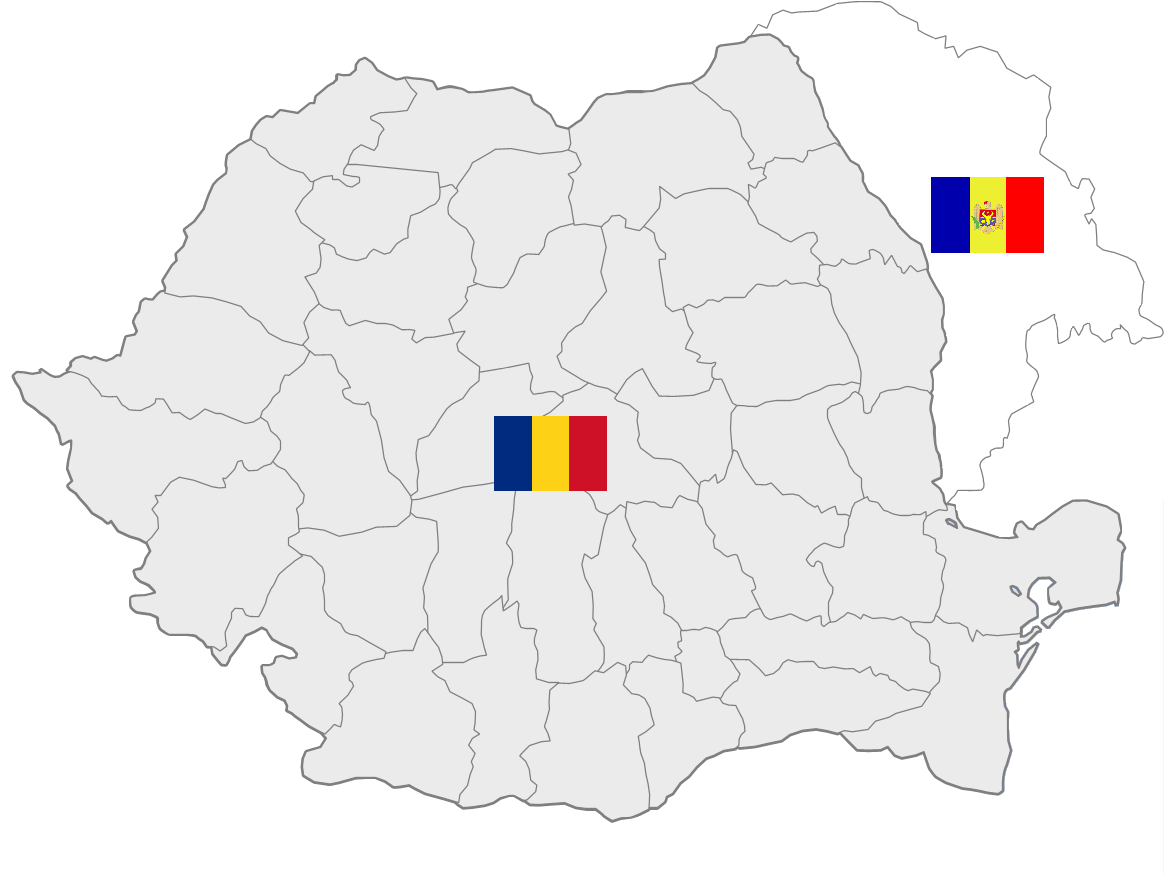
Los territorios de las actuales Rumania y Moldavia.

El movimiento para la unificación de Moldavia y Rumania (en rumano: Unirea Republicii Moldova cu România) nació en los dos países después de la revolución rumana de 1989 y de la política de glásnost de la Unión Soviética. Las personas que defienden este movimiento se suelen llamar unionistas (en rumano: unionişti ), y en Moldavia los contrarios en esta idea se llaman moldavistas (en rumano: moldovenişti ). La diferencia entre este tipo de unionismo y el irredentismo que caracteriza al Partido de la Gran Rumanía es que los segundos ignoran totalmente cualquier tipo de compromiso internacional de Rumania y reclaman que se les devuelvan los territorios de más allá de las fronteras de Rumania y Moldavia, aunque la presencia de rumanos sea puramente testimonial. Por el contrario, los unionistas, que se agrupan en organizaciones como Noii Golani, Desteptarea, o el movimiento Basarabia - Pământ Românesc, limitan sus aspiraciones a la integración de los dos estados.

## Contexto histórico

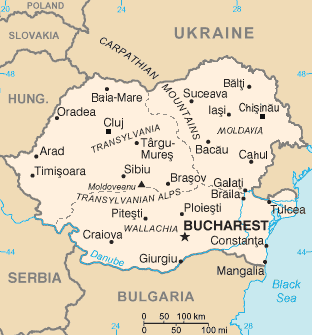
Mapa de un Estado rumano unificado tal como defiende el movimiento unionista.

Besarabia había formado parte del Principado de Moldavia hasta que se la anexionó el Imperio ruso, en 1812. Durante la Revolución rusa de 1917, Besarabia se declaró independiente y el año siguiente el Sfatul Ţării (la asamblea nacional, acabada de crear) votó a favor de la unión con Rumania.
El pacto de 1939 entre Alemania y la Unión Soviética dividió Rumania en esferas de influencia que crearon los dos países actuales.
En 1940, durante la Segunda Guerra Mundial, Rumanía accedió al ultimátum de la URSS y cedió la región a la Unión Soviética, que la incorporó a la República Socialista Soviética de Moldavia; acto seguido empezó una campaña para crear una identidad étnica moldava diferente de la de los rumanos, considerados por la propaganda oficial «opresores capitalistas».
La política oficial de la Unión Soviética también consideraba que el rumano y el moldavo eran dos lenguas diferentes, y para reforzar la distinción el moldavo pasó a escribirse con un alfabeto cirílico especial (el alfabeto cirílico moldavo), derivado del alfabeto ruso y diferente del alfabeto que utiliza el rumano, que emplea una adaptación del alfabeto latino.

## Primeros años del movimiento (1990-1992)
En septiembre de 1989, con la liberalización de la Unión Soviética, el Parlamento de Moldavia declaró el moldavo lengua oficial y defendió la existencia de una «identidad lingüística moldavo-rumana».
El 6 de mayo de 1990, Rumania y la República Socialista Soviética de Moldavia levantaron las restricciones a la circulación entre los dos territorios, y centenares de personas atravesaron el río Prut, que delimitaba la frontera entre los dos países. Esta decisión despertó la esperanza –especialmente en Rumania, pero hasta un cierto punto también en Moldavia– que la reunificación sería posible, pero la política promoscovita del presidente rumano Ion Iliescu enfrió las expectativas en los dos lados de la frontera y dificultó el acercamiento.
En febrero de 1991, en un discurso en el Parlamento rumano, Mircea Snegur, el presidente moldavo, habló de la identidad común de los dos pueblos refiriéndose a los «rumanos de un lado y otro del río Prut» y en las «sagradas tierras rumanas ocupadas por los soviéticos». En junio de 1991, Snegur dijo que Moldavia avanzaba hacia la reunificación con Rumania, y añadió que la Unión Soviética no se preocupaba mucho de impedirlo.
Después de declararse independiente, el 27 de agosto de 1991, Moldavia adoptó como bandera la tricolor rumana con la coletilla de un escudo moldavo. «Deşteaptă-te, române!», el himno nacional rumano, también fue adoptado como himno moldavo. Pero la posibilidad de incorporarse a Rumania rápidamente provocó disensiones dentro del Frente Popular de Moldavia, un antiguo movimiento opositor que había llegado al poder, y acabó provocando que Mircea Snegur y sus simpatizantes dejaran el partido en octubre de 1991.
Buena parte de los escritores y de los intelectuales moldavos defendían la unificación y querían "la reunión con la Madre patria rumana", aunque tenía poco apoyo popular, con más del 70 % de los moldavos que rechazaban la unión, según las encuestas de 1992. Sin embargo, Transnistria usó el movimiento para la unificación con Rumanía como un pretexto para declarar su independencia.

## Situación actual
En la actualidad, con varios partidos que defienden la unión entre Moldavia y Rumania y una nueva generación de jóvenes, el apoyo a la unión va en crecimiento rozando el 40% en 2020. Se ha planteado la unión de Moldavia con Rumania como algo beneficioso para la población, su incorporación a la Unión Europea y el desbloqueo de la situación de Transnistria, la cual quedaría fuera de la unión y se incorporaría como una región a la Federación de Rusia. Esta última opción resulta poco probable si se tiene en cuenta, por un lado, la resolución aprobada por la Asamblea General de las Naciones Unidas el 22 de junio de 2018 que "insta a la Federación de Rusia a que complete, de manera incondicional y sin más dilación, la retirada ordenada del Grupo Operacional de las Fuerzas Rusas y sus armamentos del territorio de la República de Moldavia" y, por otro, la condición de exclave de Transnistria respecto a Rusia ya que no cuenta con frontera común con aquel país. Una de las opciones propuestas para Transnistria y más respaldadas por la diplomacia sería su incorporación como república autónoma a Ucrania, con la que comparte frontera y lazos culturales, a su vez Velykosillya en el Rajon de Gertsa (rum. Satul Mare, Pilipăuţi), Mohylivka en el Rajon de Gertsa (rum. Movila) y Dyakivtsi en el Rajon de Gertsa (rum. Proboteşti), tres pueblos de mayoría rumana en Ucrania pasarían a Rumania, corrigiendo la frontera actual entre Rumania y Ucrania, dando por finalizada la unificación rumana.